# C/2012 S4 (PANSTARRS)
 (septembre 2019).
Si vous disposez d'ouvrages ou d'articles de référence ou si vous connaissez des sites web de qualité traitant du thème abordé ici, merci de compléter l'article en donnant les références utiles à sa vérifiabilité et en les liant à la section « Notes et références ».
Comète non-périodique
C/2012 S4 (PANSTARRS) est une comète non périodique, celle avec la plus grande aphélie de tous les objets de la JPL Small-Body Database[réf. nécessaire]. Cependant, la distance listée, 500 000 unités astronomiques (8 années-lumière) par rapport au Soleil, est une solution générique à deux corps non perturbé proche de son périhélie, qui suppose que le Soleil et la comète sont les deux seuls objets de l'Univers. D'autres comètes, par exemple C/2015 TQ209 (LINEAR) et C/2017 A3 (Élénine), ont eu des solutions dépendant de époque[Quoi ?] avec un aphélie supérieur à 1 000 000 unités astronomiques (16 années-lumière). À titre de comparaison, l'étoile la plus proche, Proxima Centauri, se trouve à environ 4,24 années-lumière du Soleil et Wolf 359 est à 7,78 années-lumière.
Toute comète situé à plus de 150 000 unités-astronomiques (2 années-lumière) du Soleil est considérée comme perdue dans le milieu interstellaire[réf. nécessaire]. En utilisant une époque où C/2012 S4 (PANSTARRS) se situe au-delà de la région planétaire du Système solaire, il est clair que C/2012 S4 ne sera pas éjectée du Système solaire[évasif][réf. nécessaire].

## Orbite barycentrique
L'intégration de l'orbite jusqu'à ce que la comète soit en dehors des perturbations des planètes[pas clair] génère un barycentre[Quoi ?] d'environ 5 700 unités-astronomiques et une période orbitale d'environ 150 000 ans[Quoi ?]. Elle ne sera pas plus proche qu'a 30 unités-astronomiques avant 2028[Quoi ?].